# S.VII (航空機)
 SPAD S.VII
フランス空軍のSPAD S.VII
- 用途：戦闘機
- 設計者： ルイ・ベシュロー
- 製造者： スパッド社
- 運用者： フランス空軍他
- 初飛行：1916年4月
- 生産数：5600 機
- 退役：1928年(フランス空軍)
- 運用状況：退役

SPAD S.VII(SPAD VII、S.VII、SPAD 7などとも)は、フランスのスパッド社が開発した戦闘機である。
高速戦闘機として、第一次世界大戦やその後の各地の戦闘で使用された。

## 概要
S.VIIは、スパッド社の開発した最初の本格的な成功した軍用機である。当時主流であった複葉構造を持つ機体で、左右が繋がった水平尾翼を持っていた。機体は全木製構造で、麻布製の外皮を持っていた。機首のエンジンまわりなど一部はアルミニウム製であった。降着装置は、主脚は車輪式、尾部は橇式であった。機首前面はおよそ円形のラジエターとなっており、V型8気筒のイスパノ・スイザ製レシプロエンジンを冷却するのに用いる空気を効率よく取り入れられるよう設計されていた。
矢羽根形の尾翼は、戦前のドゥペルデュサン・モノコック・レーサーなど、同じくルイ・ベシュロー設計による機体の共通の特徴である。片翼に2対ずつの支柱を持つために、デザイン上一見大型の機体のようだが、むしろ同時期の戦闘機の中でも小型で、実際には内側の支柱は、1張間の張り線の振動を抑える補助支柱である。この構造もまた、これ以前にベシュローが設計したスパッド A.2から引き継いだものであった。
S.VIIは、1916年4月に初飛行に成功した。S.VIIは、エンジンの出力と信頼性により見事な旋回速度性能を発揮した。その性能は、当時の最高水準のものであった。優れた性能により、すぐに量産化の指令が下った。9月には最初の量産機が配備に就き、年内に500機以上が製造された。
最初の量産シリーズは、150馬力のイスパノ・スイザ 8Aaエンジンを搭載していた。2番目の量産シリーズでは、エンジンが180馬力のイスパノ・スイザ 8Acに変更され、主翼面積も若干増加された。このシリーズは、スパッド社などで6000機が製造された。また、エース・パイロットのジョルジュ・ギンヌメールの提案を元に、S.VIIの派生型のひとつとして対大型機用に37mmモーターカノンを搭載したS.XIIが開発・生産され、S.VIIに混じって使用された。
その他、1917年には二つの試作機が飛行した。ひとつはルノー 12エンジンを搭載した機体で、もうひとつは200馬力のイスパノ・スイザ 8Bcエンジンを搭載した機体であった。200馬力級イスパノ・スイザを搭載し、機首の機銃も2丁とした発展形、S.XIIIが採用され、1917年中盤以降、フランス軍航空隊の一線部隊ではS.VIIから代替されていったほか、他各国でも運用された。
最高速度は時速200㎞に達した。また、一度急降下に入ると時速350㎞から400㎞を出すこともできたと言われ、降下するS.Ⅶを追尾したドイツ軍の主力機アルバトロス D.IIIは強度不足から、ことごとく空中分解した。
当初、フランス軍の前の主力機ニューポール 17に比べ重く鈍重であるとしてパイロットから嫌われていたが、速度を活かした一撃離脱戦法を確立。それまでの旋回中心の格闘戦から空戦の様相を一変させた。

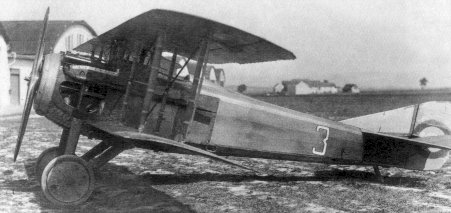
チェコスロヴァキア軍のSPAD S.VII

第一次世界大戦時の運用は、母国フランスに加えイギリス、ベルギー、イタリア(214機)、アメリカ合衆国の派遣飛行隊(189機)、ロシア帝国(43機)で運用された。捕獲機としては、ドイツ帝国やオーストリア・ハンガリー帝国でも使用された。1917年のロシア革命によりロシア帝国への配備は少数に留まったが、その後、白軍(白衛軍)を支援したイギリス・フランスにより、南ロシア軍各軍やロシア軍でも運用が続けられた。対する赤軍でも運用された。ポーランド・ウクライナ戦争ではポーランドの正規軍、西ウクライナ人民共和国のウクライナ・ハルィチナー軍双方で使用された。また、チェコスロヴァキア、ブルガリア、ハンガリーなど中欧や東欧の新たな独立国家でも、その国の最初の戦闘機のひとつとして運用された。大日本帝国でも陸軍で購入された機体が試験運用されたが、軍備としての採用はされなかった。
本国フランスでのS.VIIは、S.XIIIへの代替後、多くは各国に供与・売却されたが、一部は訓練用に使われ、運用は1928年まで続けられた。戦後は練習機として改修型の開発が継続された。最終発展型は、1923年に初飛行したSPAD 62とSPAD 72であった。
第一次世界大戦では多くのエースパイロットが使用した名機であり、日本人で唯一のエースパイロットである滋野清武の愛機WAKATORI号があった。

## スペック
- 初飛行：1916年
- 翼幅：7.82 m
- 全長：6.08 m
- 全高：2.20 m
- 翼面積：17.85 m2
- 空虚重量：500 kg
- 通常離陸重量：705 kg

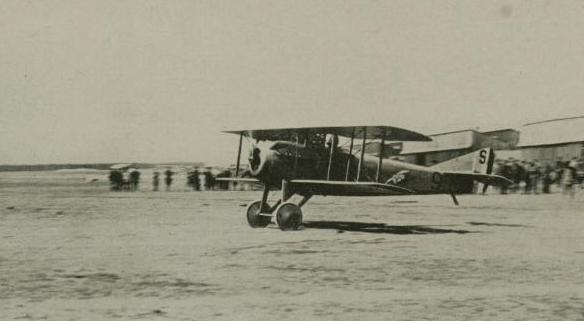
滑走するSPAD S.VII

- 発動機：イスパノ･スイザ 8Ab/8Ac ×1
- 出力：180 馬力
- 最高速度：212 km/h
- 巡航速度：187 km/h
- 飛行継続時間：1時間30分
- 飛行上限高度：5550 m
- 乗員：1 名
- 武装：ヴィッカース製 7.7 mm機銃 ×1

## 運用国

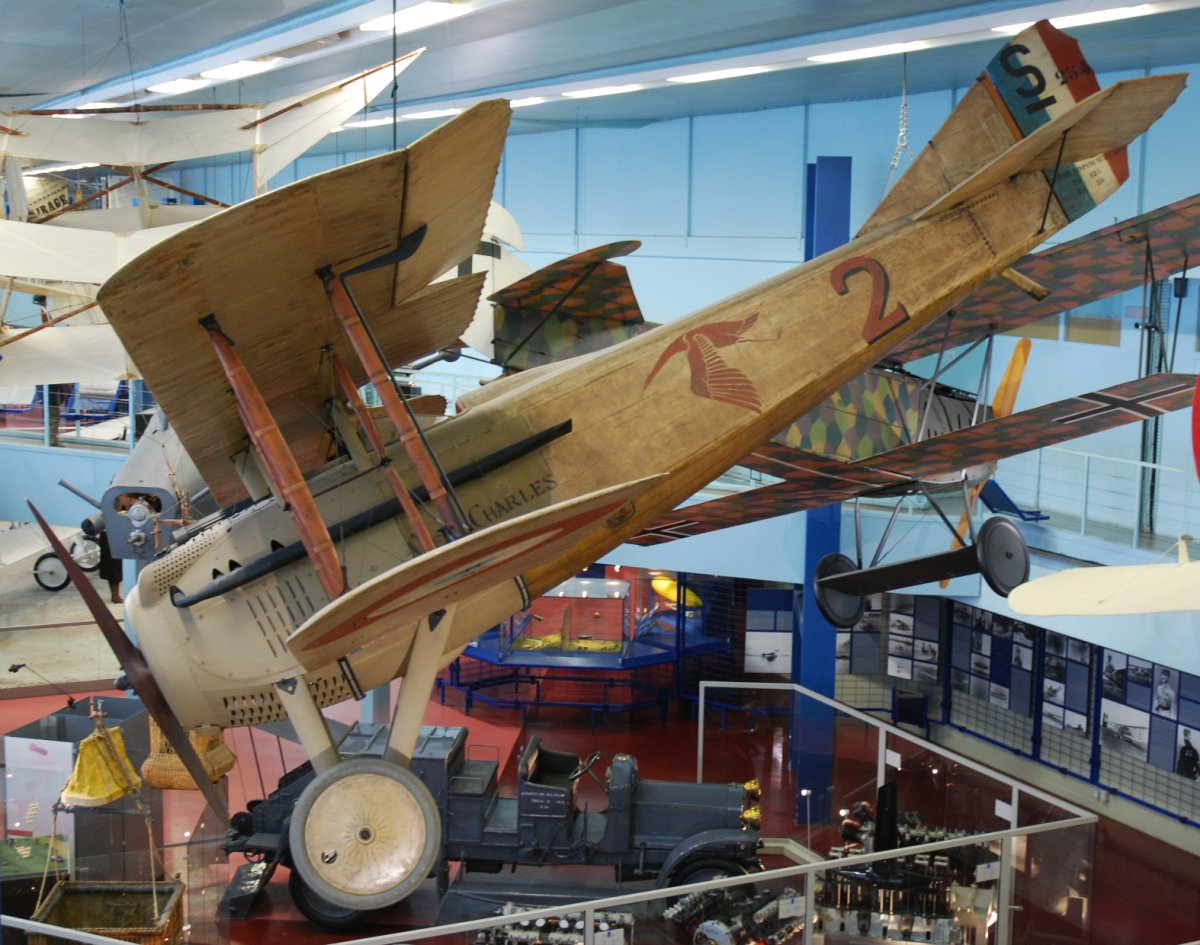
フランス空軍で運用されたSPAD S.VII

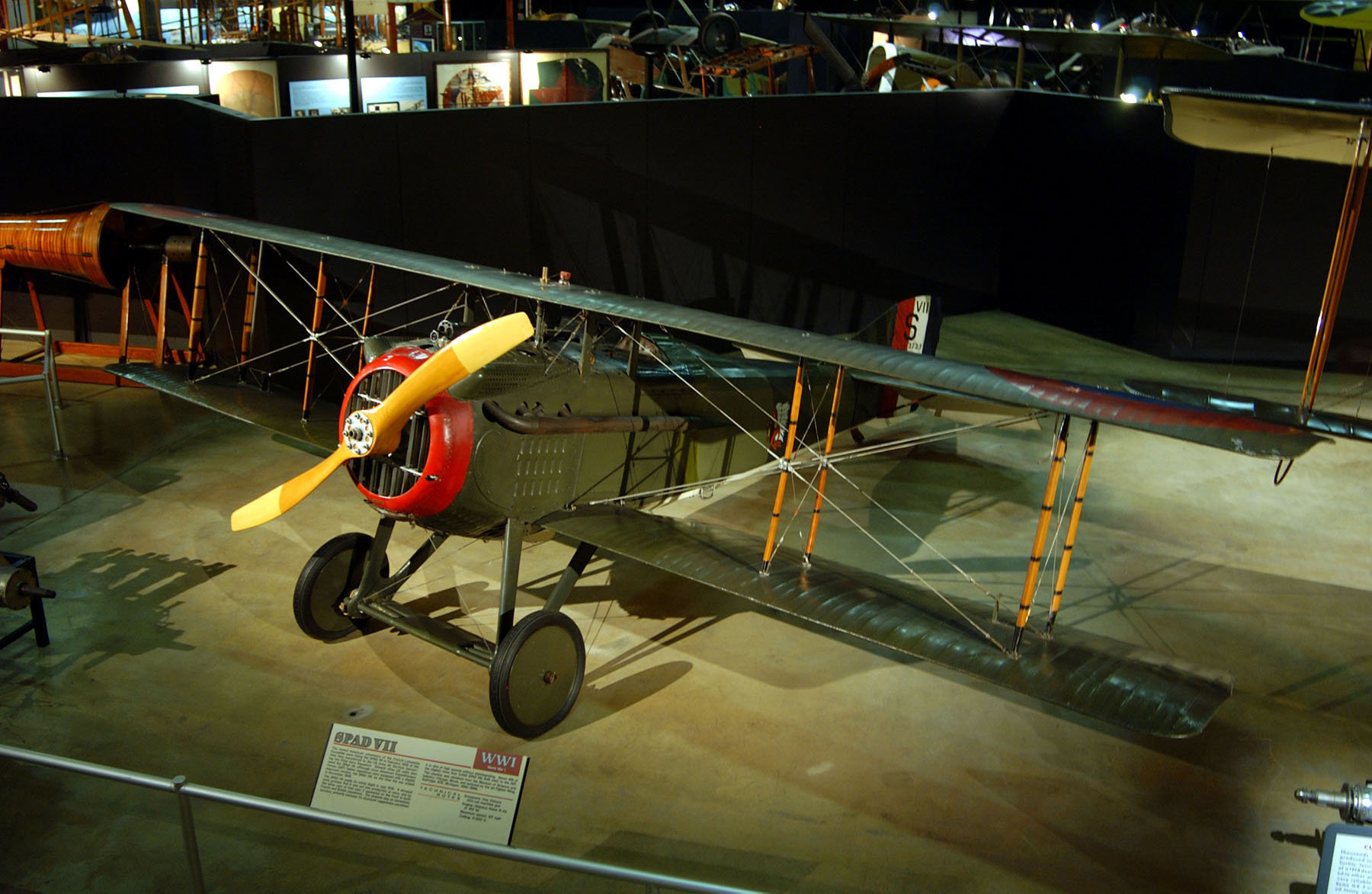
アメリカ陸軍で運用されたSPAD S.VII

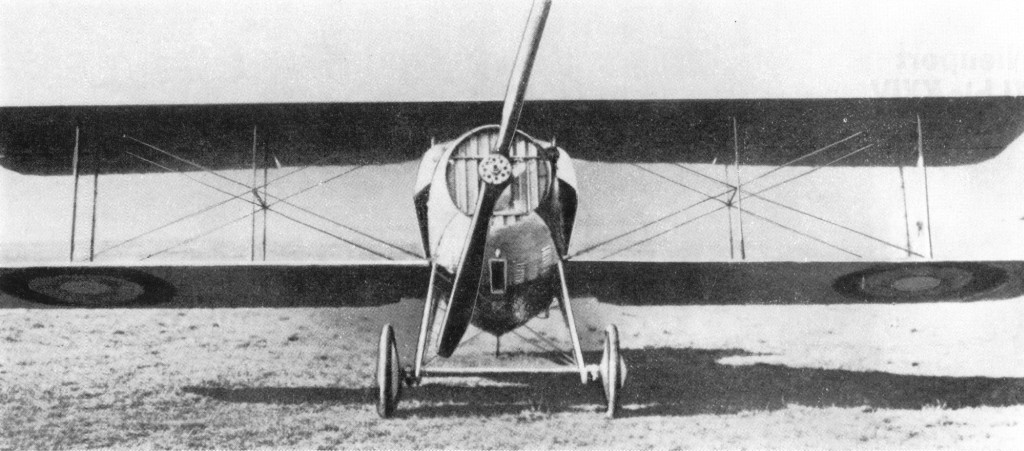
ロシア帝国空軍で運用されたSPAD S.VII

アルゼンチン
空軍 - 2 機
 ベルギー
空軍
 ブラジル
空軍
 チリ
空軍 - 1 機
 チェコスロヴァキア
空軍
 エストニア
空軍 - 2 機
 フィンランド
空軍 - 1 機
 フランス
空軍
 ギリシャ
空軍
 イタリア王国
空軍
 大日本帝国
陸軍
 オランダ
空軍 - 1 機
 ペルー
空軍 - 2 機
 ポーランド
空軍
 ポルトガル
空軍
 ルーマニア
航空隊
 ロシア帝国
空軍
 臨時政府
 南ロシア軍
 ロシア軍
 タイ王国
空軍
 西ウクライナ人民共和国
航空隊 - 2 機
 イギリス
空軍
 アメリカ合衆国
陸軍
 ユーゴスラヴィア王国
空軍
 ロシア共和国
航空隊
 ソ連
空軍